# 미륵대도
미륵대도는 대한민국에서 태생한 민족종교이다. 정식명칭은 미륵대도 금강연화종(彌勒大道 金剛蓮華宗)이라 한다. 인천광역시 남구(현재 연수구) 옥련동의 청량산이 발상지라고 한다. 미륵대도의 창시자는 해인도주(海印道主)이라 일컫는 미도암(彌道庵)이다. 갑자년이 개도법립의 원년이며 인천 송도 청량산에 미륵성지 총무원을 건립하였다.

## 신앙의 대상
천지인(天地人)이 하나로 합치고 유불선(儒佛仙) 종교가 하나의 진리로 합쳐, 본이삼고일인지상(本而三罟一引之像)이라 세 고리를 한 고리로 꿰서 이끌고 나간다는 뜻이며, 삼종일합(三宗一合)의 종교로서 창조주 천지님과 구세주 미륵대불을 신앙의 대상으로 삼고 있다.

## 미륵대도 경전
말세 세상의 중생을 구제하기 위해 창시자이신 삼정 도황께서 설교하신 말씀을 제자들이 글로 쓴 것을 경(經)이라 한다.
득도하지 못하고 또한 중생들을 제도 교화하지 아니하고 글재주로 쓴 것은 경전이라 할 수 없는 것이며, 깨닫지 못한 재주로 쓴 것은 인심만 감동케 할 뿐 진리를 왜곡하고 법을 팔아 사는 마군이들의 생활 도구 밖에 아니 된다는 것이 미륵 성현의 가르침이다.
실제로 피나는 고행으로써 신심과 지성을 다하여 체득실천 하여서 자연과 한마음이 되고 중생들과 한 몸이 되어 깨달은 진리를 설교하여 중생을 구제하는 것을 참다운 경전이라 할 수 있다.
또한, 성현의 말씀은 중생심을 깨닫게 하여 어두웠던 앞날을 밝게 하고 막혔던 앞길을 열리게 하는 것이다. 성직자의 본분을 지키게 하기 위한 이정표가 되고 억조 중생을 구원하는 도구가 되며, 만 중생들이 소원하는 뜻을 이루어 성취할 수 있는 길이 될 경전이다.
먼저 세계의 만 중생들이 깨달을 수 있게 도설 하신 ‘세계일가경(世界一家經)’이 있고,
성품을 고치어 깨닫게 하는 경전인 대도경(大道經),
못난 마음을 고치어 大福田을 이루게 하는 경전인 대법경(大法經),
언행을 바르게 하여 성취를 이루게 하는 경전인 대교경(大敎經)이 있으며
청정무위를 바탕으로 도설 하신 경전인 ‘대행경(大行經)’
대자대비를 바탕으로 도설하신 경전인 ‘도행경(道行經)’
오륜지상을 바탕으로 도설하신 경전인 ‘덕행경(德行經)’이 있다.
양심을 바탕으로 설교하신 경전인 천원경(天圓經)
진실을 바탕으로 설교하신 경전인 지정경(地正經)
정직을 바탕으로 설교하신 경전인 인방경(人方經)이 있으며
양심의 실천 진경(眞經)인 천행경(天行經),
진실의 실천 진경(眞經)인 지행경(地行經),
정직의 실천 진경(眞經)인 인행경(人行經) 등이 있다.

## 참고자료
<<미륵대도 경전 >>
대도경1,2,3: 미륵대도 금강연화종 (2016년 6월 3일) 지식과 감성.
대법경1,2,3: 미륵대도 금강연화종 (2016년 6월 3일) 지식과 감성.
대교경1,2,3: 미륵대도 금강연화종 (2016년 6월 3일) 지식과 감성.
대도경4,5,6: 미륵대도 금강연화종 (2017년 5월 23일) 지식과 감성.
대법경4,5,6: 미륵대도 금강연화종 (2017년 5월 23일) 지식과 감성.
대교경4,5,6: 미륵대도 금강연화종 (2017년 5월 23일) 지식과 감성.
대행경: 미륵대도 금강연화종 (2013년 6월 6일) 지식과 감성.
도행경: 미륵대도 금강연화종 (2013년 6월 6일) 지식과 감성.
덕행경: 미륵대도 금강연화종 (2013년 6월 6일) 지식과 감성.
천원경1,2,3 미륵대도 금강연화종 (2014년 5월 26일) 지식과 감성.
지정경1,2,3 미륵대도 금강연화종 (2014년 5월 26일) 지식과 감성.
인방경1,2,3 미륵대도 금강연화종 (2014년 5월 26일) 지식과 감성.
천원경4,5,6 미륵대도 금강연화종 (2015년 6월 14일) 지식과 감성.
지정경4,5,6 미륵대도 금강연화종 (2015년 6월 14일) 지식과 감성.
인방경4,5,6 미륵대도 금강연화종 (2015년 6월 14일) 지식과 감성.
천원경7,8,9 미륵대도 금강연화종 (2015년 6월 14일) 지식과 감성.
지정경7,8,9 미륵대도 금강연화종 (2015년 6월 14일) 지식과 감성.
인방경7,8,9 미륵대도 금강연화종 (2015년 6월 14일) 지식과 감성.
천행경 미륵대도 금강연화종 (2007년 6월 13일) 지식과 감성.
지행경 미륵대도 금강연화종 (2007년 6월 13일) 지식과 감성.
인행경 미륵대도 금강연화종 (2007년 6월 13일) 지식과 감성.
<<기타>>
한국종교의 의식과 예절: 문화체육부 종무실 (1996년 6월 30일)

1. ↑  《Mirŭk taedo kyŏngjŏn taedogyŏng : che ilgwŏn, che igwŏn, che samgwŏn》 Ch'op'an판. Inch'ŏn-si. ISBN 979-11-5961-125-4.
2. ↑  《<>.》. 지식과감성. 2016. ISBN 979-11-5961-120-9.
3. ↑  《Mirŭk taedo kyŏngjŏn taegyogyŏng : che ilgwŏn, che igwŏn, che samgwŏn》 Ch'op'an판. Inch'ŏn-si. ISBN 979-11-5961-127-8.
4. ↑  《Mireukdaedo gyeongjeon Daedogyeong.》. Incheon: Samil Munhwa Jaedan. 2017. ISBN 979-11-5961-120-9.
5. ↑  《Mireukdaedo gyeongjeon Daebeopgyeong.》. Incheon: Samil Munhwa Jaedan. 2017. ISBN 979-11-5961-120-9.
6. ↑  《Mireukdaedo gyeongjeon Daegyogyeong.》. Incheon: Samil Munhwa Jaedan. 2017. ISBN 979-11-5961-120-9.
7. ↑  《Mirŭk Taedo kyŏngjŏn》 Ch'op'an판. Inch'ŏn-si: Samil Munhwa Chaedan. 2013-. ISBN 979-11-5528-007-2.
8. ↑  《Mirŭk Taedo kyŏngjŏn》 Ch'op'an판. Inch'ŏn-si: Samil Munhwa Chaedan. 2013-. ISBN 979-11-5528-007-2.
9. ↑  《Mirŭk Taedo kyŏngjŏn》 Ch'op'an판. Inch'ŏn-si: Samil Munhwa Chaedan. 2013-. ISBN 979-11-5528-007-2.
10. ↑  《<>.》. 삼일문화재단. 2014(天地開道 5031). ISBN 979-11-5528-201-4.
11. ↑  《<>.》. 삼일문화재단. 2014(天地開道 5031). ISBN 979-11-5528-201-4.
12. ↑  《<>.》. 삼일문화재단. 2014(天地開道 5031). ISBN 979-11-5528-201-4.
13. ↑  《<>.》. 삼일문화재단. 2015(天地開道 5032). ISBN 979-11-5528-201-4.
14. ↑  《<>.》. 삼일문화재단. 2015(天地開道 5032). ISBN 979-11-5528-201-4.
15. ↑  《<>.》. 삼일문화재단. 2015(天地開道 5032). ISBN 979-11-5528-201-4.
16. ↑  《<>.》. 삼일문화재단. 2014(天地開道 5031). ISBN 979-11-5528-201-4.
17. ↑  《<>.》. 삼일문화재단. 2014(天地開道 5031). ISBN 979-11-5528-201-4.
18. ↑  《<>.》. 삼일문화재단. 2014(天地開道 5031). ISBN 979-11-5528-201-4.
19. ↑  《Mireukdaedo gyeongjeon Cheonhaenggyeong.》. Incheon: Samil Munhwa Jaedan. 2007. ISBN 979-11-6275-615-7.
20. ↑  《Mireukdaedo gyeongjeon Jihaenggyeong.》. Incheon: Samil Munhwa Jaedan. 2007. ISBN 979-11-6275-616-4.
21. ↑  《Mireukdaedo gyeongjeon Inhaenggyeong.》. Incheon: Samil Munhwa Jaedan. 2007. ISBN 979-11-6275-617-1.
22. ↑  《Han'guk chonggyo ŭi ŭisik kwa yejŏl》 Ch'op'an판. Sŏul. ISBN 89-86277-08-5.